# Русидзе, Руслан
Руслан Русидзе (груз. რუსლან რუსიძე; род. 10 октября 1973) — грузинский легкоатлет, специалист по бегу на короткие дистанции. Выступал за сборную Грузии по лёгкой атлетике в 1995—2001 годах, победитель и призёр первенств национального значения, участник летних Олимпийских игр в Сиднее.

## Биография
Руслан Русидзе родился 10 октября 1973 года.
Впервые заявил о себе в лёгкой атлетике на международном уровне в сезоне 1995 года, когда вошёл в состав грузинской национальной сборной и выступил на летней Универсиаде в Фукуоке, где в программе бега на 100 метров дошёл до стадии четвертьфиналов.
В 1997 году в той же дисциплине стартовал на летней Универсиаде в Катании и чемпионате мира в Афинах.
В 1998 году выступил в беге на 60 метров на чемпионате Европы в помещении в Валенсии и в беге на 100 метров на чемпионате Европы в Будапеште.
В июле 2000 года на соревнованиях второй лиги Кубка Европы в Банска-Бистрице установил свой личный рекорд на дистанции 100 метров — 10,51. Благодаря череде удачных выступлений удостоился права защищать честь страны на летних Олимпийских играх в Сиднее, но с результатом 10,70 выбыл из борьбы уже на предварительном квалификационном этапе бега на 100 метров.
После сиднейской Олимпиады Русидзе ещё в течение некоторого времени оставался в составе грузинской легкоатлетической команды и продолжал принимать участие в крупнейших международных стартах. Так, в 2001 году он выступил на чемпионате мира в Эдмонтоне, где в беге на 100 метров так же не смог пройти дальше предварительного квалификационного этапа.

## Основные результаты
| Год  | Соревнования                     | Место проведения          | Дисциплина | Место    | Результат |
| ---- | -------------------------------- | ------------------------- | ---------- | -------- | --------- |
| 1995 | Универсиада                      | Фукуока, Япония           | 100 м      | 30 (1/4) | 10,86     |
| 1997 | Универсиада                      | Катания, Италия           | 100 м      | 41 (h)   | 10,96     |
| 1997 | Чемпионат мира                   | Афины, Греция             | 100 м      | 76 (h)   | 10,67     |
| 1998 |                                  | Москва, Россия            | 60 м       | 6        | 6,89      |
| 1998 |                                  | Москва, Россия            | 60 м       |          | 6,89      |
| 1998 | Чемпионат Европы в помещении     | Валенсия, Испания         | 60 м       | 32 (h)   | 6,83      |
| 1998 | Чемпионат Европы                 | Будапешт, Венгрия         | 100 м      | 44 (h)   | 10,96     |
| 2000 | Чемпионат Болгарии               | София, Болгария           | 100 м      | 1        | 10,51     |
| 2000 | Кубок Европы (вторая лига)       | Банска-Бистрица, Словакия | 100 м      | 4        | 10,51     |
| 2000 | Олимпийские игры                 | Сидней, Австралия         | 100 м      | 72 (h)   | 10,70     |
| 2001 | Кубок Европы (вторая лига)       | Рига, Латвия              | 100 м      | 4        | 10,86     |
| 2001 | Чемпионат мира                   | Эдмонтон, Канада          | 100 м      | 53 (h)   | 10,83     |
| 2002 | Knights of Columbus Invitational | Саскатун, Канада          | 50 м       | 5        | 5,94      |
| 2002 | Knights of Columbus Invitational | Саскатун, Канада          | 60 м       | 4 (h)    | 7,16      |
| 2002 | Golden Bear                      | Эдмонтон, Канада          | 60 м       | 3        | 6,97      |